# إسبارجوزا دي لارس
بلدية إسبارجوزا دي لارس (بالإسبانية: Esparragosa de Lares)‏, هي إحدى بلديات مقاطعة بطليوس, التي تقع في منطقة إكستريمادورا, والتي تقع في غرب إسبانيا.
يبلغ عدد سكانها 1.107 نسمة وفقاً لإحصائية سنة (2002).

## أعلام
- بابلو غيريرو